# Ɽ̴
Cette page contient des caractères spéciaux ou non latins. S’ils s’affichent mal (▯, ?, etc.), consultez la page d’aide Unicode.
Le r hameçon rétroflexe tilde inscrit ou r crochet rétroflexe tilde médian, ɽ̴, est un symbole de l’alphabet phonétique international. Il est composé d’un r hameçon rétroflexe ‹ ɽ › diacrité d’un tilde médian.

## Utilisation
Dans l’alphabet phonétique international, [ɽ̴] représente une consonne battue rétroflexe voisée vélarisée ou pharyngalisée, respectivement aussi représentée par /ɽˠ/ et /ɽˤ/.
Steve Egesdal et M. Terry Thompson utilisent le ɽ̴ pour la transcrire la consonne battue rétroflexe voisée vélarisée /ɽˠ/ utilisée en cœur d’alène selon Gladys Reichard.

## Représentations informatiques
Le r hameçon rétroflexe tilde médian peut être représenté avec les caractères Unicode (Alphabet phonétique international, Diacritiques) suivants :
| formes    | représentations | chaînes de caractères | points de code | descriptions                                                          | notes |
| --------- | --------------- | --------------------- | -------------- | --------------------------------------------------------------------- | ----- |
| minuscule | ɽ̴               | ɽ◌̴                    | U+027D U+0334  | lettre minuscule latine r crochet rétroflexe diacritique tilde médian |       |